# Eucalyptus ovata
Espèce
Classification phylogénétique
Répartition géographique
Eucalyptus ovata est une espèce de plantes à fleurs de la famille des Myrtaceae. C'est un arbre très répandu en Australie.

## Description
C'est un arbre petit à moyen rarement un mallee, dont l'écorce qui tombe sur la plus grande du tronc révèle une surface lisse et grise, blanchâtre ou gris-rose. L'écorce est rugueuse à la base des grands arbres. Les feuilles sont pétiolées, lancéolées de 19 à 8,5 cm de long, d'un vert terne. Les fleurs blanches apparaissent à l'automne jusqu'au milieu de l'hiver.
L'arbre peut atteindre une hauteur de 30 mètres.
L'espèce a été décrite en 1806 par Jacques Labillardière dans un article de Novae plantarum Hollandiae. La localité donnée pour son origine est en « terre Van-Leuwin », indique le Sud-Ouest de l'Australie, mais l'espèce n'est pas présente dans cette région.

## Distribution
L'arbre est très répandu depuis l'Île Kangourou, le sud de la chaine du mont Lofty et le sud-est de l'Australie-Méridionale, la Tasmanie et le sud du Victoria et le sud-est de la Nouvelle-Galles du Sud, préférant les vallées et les plaines mal drainées.